# Thryasona diemenensis
Thryasona diemenensis är en snäckart som först beskrevs av Cox 1868.  Thryasona diemenensis ingår i släktet Thryasona och familjen Charopidae. Inga underarter finns listade i Catalogue of Life.